# Projekt Laramie
Projekt Laramie (v originále The Laramie Project) je americký hraný film z roku 2002, který režíroval Moisés Kaufman podle vlastního scénáře a podle vlastní stejnojmenné divadelní hry. Film produkovaný společností HBO se dotýká násilné smrti jednadvacetiletého studenta Matthewa Sheparda, který byl v roce 1998 zavražděn kvůli své homosexualitě. Snímek měl světovou premiéru na filmovém festivalu Sundance v 10. ledna 2002.

## Děj
Film popisuje osudy newyorské divadelní skupiny, která po smrti studenta Matthewa Sheparda chce o jeho příběhu napsat divadelní hru a proto vede mnoho rozhovorů v jeho rodném městě Laramie ve Wyomingu. Ptají se rodinných příslušníků, přátel, sousedů a obyvatel města. Časem tak členové divadelní skupiny získávají náhled na život na maloměstě se všemi jeho stinnými stránkami jako je intolerance nebo homofobie. Film končí soudním procesem se oběma vrahy a premiérou divadelního představení v Laramie.

## Obsazení
| Christina Ricci  | Romaine Patterson  |
| Steve Buscemi    | Doc O'Conner       |
| Laura Linneyová  | Sherry Johnson     |
| Janeane Garofalo | Catherine Connolly |
| Jeremy Davies    | Jedadiah Schultz   |
| Clea DuVall      | Amanda Gronich     |
| Peter Fonda      | doktor Cantway     |
| Ben Foster       | Aaron Kreifels     |
| Joshua Jackson   | Matt Galloway      |
| Summer Phoenix   | Jen Malmskog       |
| Terry Kinney     | Dennis Shepard     |
| Clancy Brown     | Rob Debree         |

## Okolnosti vzniku filmu
Snímek působí jako dokumentární film, vystupují v něm ovšem profesionální herci. Mnozí herci bydleli během natáčení v Laramie u reálných osob, které představují. Ve filmu jsou rovněž uvedeny originální ukázky televizních záběrů, jako např. tisková konference tehdejšího prezidenta Billa Clintona nebo řeč herečky Ellen DeGeneresové při smutečním průvodu po Shepardově smrti. Kazatel Fred Phelps a jeho stoupenci protestovali nejen při pohřbu Matthewa Sheparda a při soudním procesu s jeho vrahy, ale bojkotovali také divadelní a filmová představení.
Ve stejném roce byl natočen též film The Matthew Shepard Story pojednávající přímo o Shepardově smrti.

## Ocenění
- čtyři nominace na cenu Emmy
- Berlínský mezinárodní filmový festival: speciální cena za nejlepší prvotinu
- Outfest: speciální cena poroty